# Nickhorn
Nickhorn ist eine Ortslage in der bergischen Großstadt Wuppertal. Sie ist aus einem der alten Barmer Kotten hervorgegangen.

## Lage und Beschreibung
Die Ortslage befindet sind auf einer Höhe von 250 m ü. NHN an dem heutigen Nickhornweg im Wohnquartier Nächstebreck-West des Stadtbezirks Oberbarmen an einer Auffahrt der Anschlussstelle Wuppertal-Wichlinghausen der Bundesautobahn 46.
Die Ortslage ist von umfangreicher Wohnbebauung der Ortslagen Mallack, Reppkotten, Markland, Einerngraben und Kickersburg umgeben. Nordöstlich jenseits der Anschlussstelle fließt der Bach Schellenbeck vorbei, ein Zufluss des Schwarzbachs.

## Etymologie und Geschichte

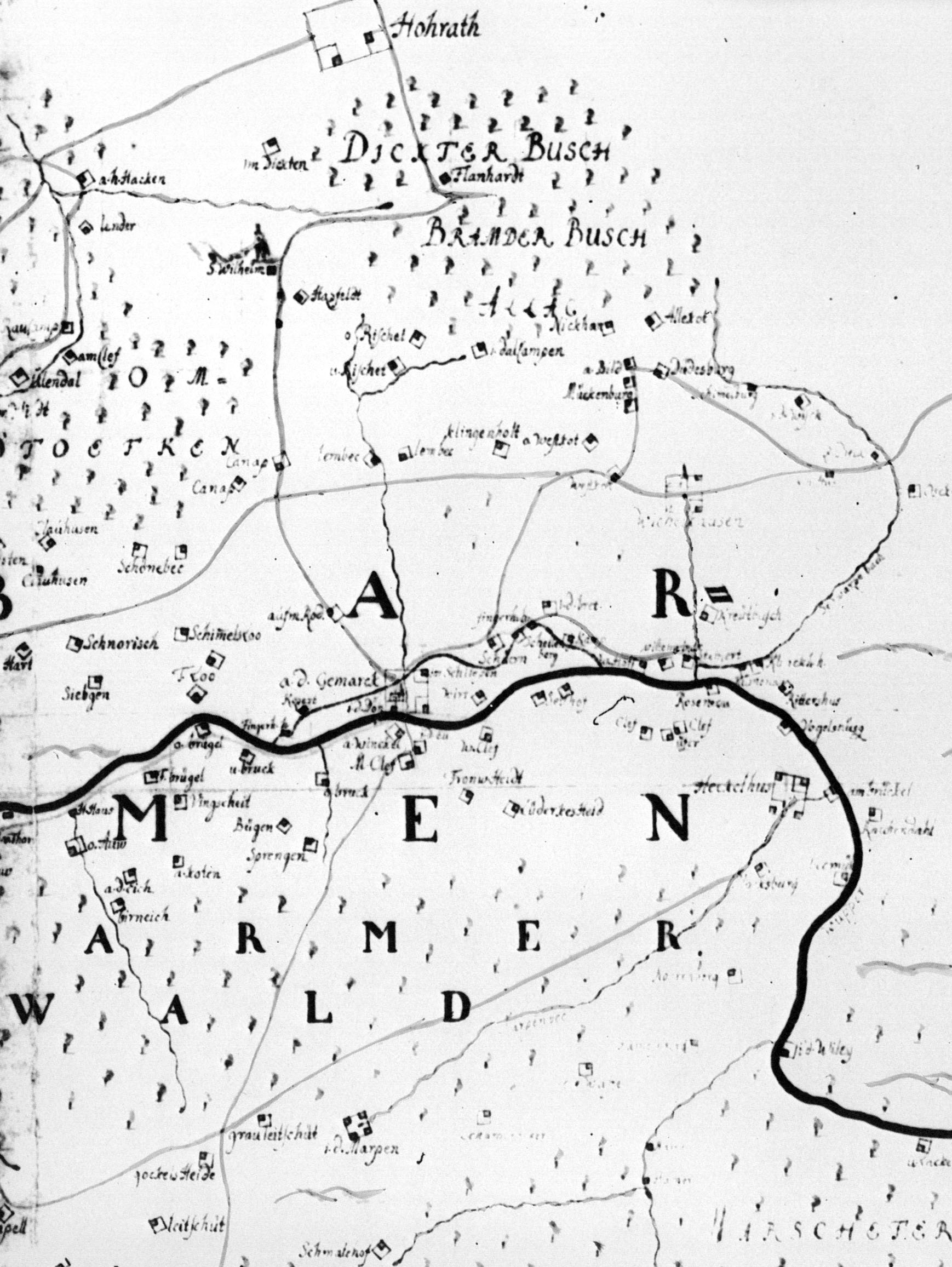
Karte der Hofschaften im Gebiet des heutigen Barmen von Erich Philipp Ploennies (1715)

Horn steht für eine Erhebung, Nick wird von neigen, nicken abgeleitet.
Das genaue Alter dieses Hofes ist nicht bekannt, die früheste mit Datum gesicherte Erwähnung Nickhorns als Kotten stammt aus der Beyenburger Amtsrechnung (Abrechnung des Rentmeisters an die Bergisch-herzogliche Kameralverwaltung) des Jahres 1466. Es ist aber anzunehmen, dass der Kotten erheblich älter ist.
Nickhorn gehörte zum Höfeverband des Oberhofs Einern und war ein Allod des Klosters Werden. Territorial lag das Gebiet um Allenkotten von 1324 bis 1420 im märkischen Kirchspiel und Gogerichtsbezirk Schwelm und ging danach an das bergische Amt Beyenburg über, wo es Teil des Barmer Höfeverbands wurde. Die Schellenbeck war ab 1420 die Grenze zwischen dem Herzogtum Berg und der Grafschaft Mark.
1655 gehörte Nickhorn als Caspers Ecksteins Lo zu Nickhorn zur Westkotter Rotte. Mit den übrigen Höfen in der Bauerschaft Barmen war Nickhorn bis 1806 Teil des bergischen Amtes Beyenburg. Kirchlich gehörte es bis zur Einrichtung einer eigenen Barmer Pfarrei im 17. Jahrhundert dem Kirchspiel Schwelm an.